# Galeries Modernes

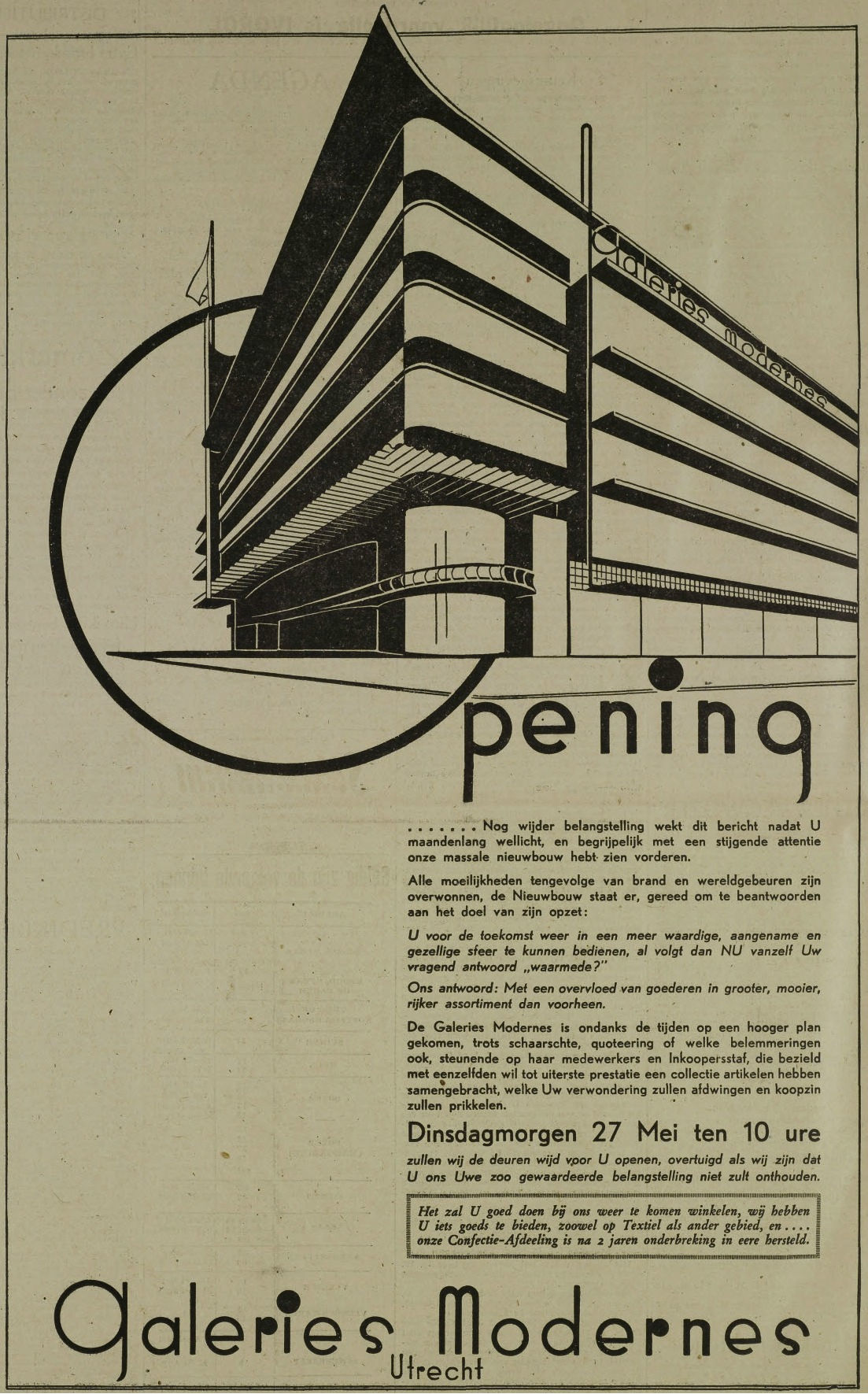
Krantenadvertentie m.b.t. de heropening in 1941 van de Utrechtse vestiging in een nieuw pand.

Galeries Modernes was in de 20e eeuw een warenhuisketen in Nederland, die ontstond uit de Grand Bazar Français. In 1984 werden de laatste filialen gesloten.

## Geschiedenis
De geschiedenis van de Galeries Modernes-keten gaat terug tot 1871, als de Franse koopman Zephyrin Couvreur zijn eerste Grand Bazar Français opent aan de Hoogstraat in Rotterdam. Vijf jaar later, in 1876, opent een broer van Zephyrin een filiaal aan de Reguliersbreestraat in Amsterdam. Door belendende percelen aan te kopen kon de winkel steeds verder uitgebreid worden. In het begin van de jaren '30 van de twintigste eeuw werd besloten om de panden te slopen en een nieuwbouwpand neer te zetten. In 1901 volgt een filiaal in Utrecht.
In 1921 besloot de familie Couvreur tot samenvoeging van de tot dan toe aparte ondernemingen in Amsterdam, Rotterdam en Utrecht en wordt een naamloze vennootschap opgericht. In 1925 werd de naam gewijzigd in Galeries Modernes.
In 1960 richtten de "S.A. Le Grand Bazar d'Anvers" (GB Groep) en de "N.V. Maatschappij tot Exploitatie van Winkels en Magazijnen 'Galeries Modernes Grand Bazar Français" de nieuwe N.V. Galeries Modernes-Nederland op. In de tientallen jaren hieraan voorafgaand onderhielden beide bedrijven al vriendschappelijke banden met elkaar.
In oktober 1968 werd de keten overgenomen door KBB, (de moedermaatschappij van de Bijenkorf) door overname van de aandelen van de Belgische GB Groep. Daarnaast werden de resterende aandelen, die in handen waren van een aantal Belgische institutionele beleggers overgenomen. Hierdoor werd KBB volledig eigenaar.
Ten tijde van de overname draaide de Galeries Modernes slecht, maar middels de overname probeerde KBB te voorkomen dat de keten in Amerikaanse of Duitse handen viel. In Nederland waren er nog vestigingen in onder andere Den Haag, Rotterdam, Groningen, Arnhem en Utrecht.  Er werd een reorganisatieplan opgesteld, waarbij de activiteiten van Galeries Modernes werden teruggedrongen en overgenomen door Maxis en De Bijenkorf.
In 1970 sloten de vestigingen Rotterdam-Hoogstraat, Gorinchem en Enkhuizen., in 1973 volgde Groningen en werd de vestiging in Arnhem omgebouwd tot een Bijenkorf. De laatste vestiging sloot medio 1984.

## Voormalige vestigingen (alfabetisch)
Naast de onderstaande vestigingen beschikte de Galeries Modernes over een logistiek centrum van 12.500 m² aan de Hageweg in Vianen, dat in oktober 1962 werd geopend.

### Amsterdam
In Amsterdam werd in 1876 een filiaal geopend aan de Reguliersbreestraat door een broer van Zephyrin Couvreur. Dit filiaal werd na de sluiting in 1970, begin 1971 getransformeerd in een HEMA, omdat het bestaande filiaal van de HEMA aan de Kalverstraat te klein was.

### Arnhem
In 1960 besloten de Galeries Modernes Nederland, de Grand Bazar d'Anvers S.A. en de N.V. Manufacturenhandel Bunker uit Arnhem tot oprichting van de N.V. Galeries Modernes Arnhem, met de inbreng van de bedrijven van Bunker. Het personeel werd hierbij overgenomen. Het filiaal werd geopend in 1961 en bestond tot en met 1974 aan de Ketelstraat. Deze vestiging werd daarna omgebouwd tot een filiaal van De Bijenkorf.

### Den Haag
Dit filiaal was gevestigd aan de Vlamingstraat 32.

### Enkhuizen
Dit filiaal werd in 1923 geopend en sloot in 1979 zijn deuren.

### Gorinchem
In 1923 werd een filiaal geopend in Gorinchem van de Franse Bazar. In 1934 werd het filiaal in Gorinchem  verbouwd en wijzigde de naam in Galeries Modernes. Dit filiaal aan de Langendijk 82 werd gesloten in 1970.

### Groningen
Grand Bazar Français, of de Franse Bazar, was in 1904 het eerste warenhuis in de stad Groningen. Het werd door Couvreur & Tanchette gevestigd aan de Vismarkt 27, nadat het vanaf 1898 in kleinere vorm eerst gevestigd was aan de Herestraat E 30. Na het faillissement van de Grand Bazar in 1934 werd hier in november 1936 het warenhuis T.A.N.T.E. geopend; de CV Tweede Algemeene Nederlandsche Tentoonstelling huurde het pand van de Grand Bazar Français Nouvelles Galeries. Het gebouw ging in mei 1939 in vlammen op. Mede door de Tweede Wereldoorlog werd pas in 1954 op dezelfde plaats een nieuw pand van Galeries Modernes gebouwd van architect Frans Klein. In de reorganisatiegolf die volgde na de overname door Bijenkorf werd besloten de Groninger vestiging te sluiten. In 1974 viel uiteindelijk het doek. Van 1975 tot 1992 was de Openbare Bibliotheek Groningen in het pand gevestigd.

### Leiden
In Leiden was een filiaal aan de Vischmarkt 4.

### Rijswijk
In Rijswijk was een filiaal in Winkelcentrum In de Bogaard. Dit filiaal werd na de sluiting omgezet naar een Maxis supermarkt filiaal.

### Rotterdam-Hoogstraat
Op 8 november 1956 werd aan de Hoogstraat een filiaal van de Galeries Modernes geopend in een pand ontworpen door het architectenbureau Van den Broek en Bakema. Het was een rechthoekig gebouw van 30 bij 50 meter, bestaande uit 3 verdiepingen met verkoopruimte en een verdieping met kantoren en magazijn. De verkoopvloeroppervlakte bedroeg zo'n 2.300 m². Hoewel het gebouw grotendeels gesloten gevels had, was er een glasstrook aan de bovenkant van de verdiepingen voorzien waardoor daglicht toetrad. Het filiaal sloot in 1970 zijn deuren.

### Rotterdam-Hoogvliet
In Hoogvliet was sinds 12 september 1962 een filiaal aan de Binnenban. In 1981 werd bekendgemaakt dat het filiaal zou worden uitgebreid tot 2.500 m² en een restaurant van 500 m². Op 24 maart 1983 werd dit filiaal werd omgedoopt tot een Maxis en hield Galeries Modernes op te bestaan.

### Rotterdam-Statenweg
Op 29 oktober 1940 werd een vestiging geopend op de hoek van de Statenweg en de Walenburgerweg in Rotterdam. Het was een winkel met een oppervlakte van zo'n 600 m² verdeeld over twee verdiepingen. Het ontwerp van de architect Brouwer leverde een lichte, moderne en overzichtelijke winkel op. In 1957 werd het pand gesloopt omdat het gebouw geen nut meer had, nadat de Galeries Modernes haar nieuwe pand aan de Hoogstraat had betrokken. Op deze locatie staat nu de 'Statenflat'.

### Utrecht
In Utrecht bevond zich vanaf 1901 een warenhuis in de Bakkerstraat. De eigenaar, de Belgisch zakenman Georges Couvreur, zorgde voor de bijzonderheid dat het publiek welkom was zonder verplichting tot het doen van aankopen. Reeds drie jaar later kon wegens het succes worden verhuisd naar een ruimer onderkomen op de hoek van de Lange Viestraat met de Oudegracht. In 1925 vond er een uitbreiding plaats met een textielafdeling. Daarnaast werd de naam van Grand Bazar Français gewijzigd naar Galeries Modernes met het oogmerk om meer koperspubliek te trekken. In 1939 brak er een brand uit die het warenhuis verwoestte.
Na de brand was de Galeries Modernes gehuisvest in een noodonderkomen op de Neude. In 1941 heropende het warenhuis op de locatie van het afgebrande warenhuis. Ze kreeg daar de beschikking over een nieuw en groter pand naar ontwerp van de architect D. Brouwer die het ontwerp reeds in 1938 maakte in functionalistische stijl met grote glaspartijen en horizontale belijningen. In 1981 sloot deze Galeries Modernes waarop er een jaar later een vestiging opende van het warenhuis Kwantum Hallen. Tien jaar later verhuisde Kwantum Hallen naar de Nieuw Amsterdamlaan 12 te Utrecht. In 1991 werd het pand op de hoek van de Lange Viestraat en de Oudegracht verbouwd tot winkelcentrum Blue Building, met blauwe gevelplaten. Later heette het Winkelcentrum De Planeet. In 2012 werd De Planeet aangekocht door Syntrus Achmea, dat in 2013 aankondigde het pand in oude luister te zullen herstellen.

## Trivia
In de volksmond werd de naam 'Galeries Modernes' afgekort tot "De GalMod".